# Sigrun Wodars
Sigrun Wodars-Grau (dekliški priimek Ludwigs), nemška atletinja, * 7. november 1965, Neu Kaliß, Vzhodna Nemčija.
Nastopila je na olimpijskih igrah v letih 1988 in 1992. Leta 1988 je osvojila naslov olimpijske prvakinje v teku na 800 m. V tej disciplini je osvojila tudi naslov svetovne prvakinje leta 1987 ter evropske prvakinje leta 1990 in podprvakinje leta 1986.